# Julian Pękala
Julian Pękala (ur. 1904 w Dębowierzchach, zm. 3 marca 1977 w Warszawie) – biskup, zwierzchnik Kościoła Polskokatolickiego w PRL   w latach 1951–1959 (przewodniczący zarządzającego kolegium biskupiego) oraz 1965–1975. W latach 1951–1959 proboszcz parafii katedralnej Świętego Ducha w Warszawie. Od 23 marca 1961 do 29 października 1965 ordynariusz diecezji wrocławskiej. 

## Życiorys
W 1928 uzyskał w Krakowie, z rąk bpa Franciszka Hodura święcenia kapłańskie. Jako duszpasterz pracował na parafiach w Świeciechowie, Szewnej, Chełmie, Henrykowie i Lublinie. 
Został konsekrowany na biskupa w 1952 przez bpa Romana Marię Jakuba Próchniewskiego przy asyście bpa Wacława Marii Bartłomieja Przysieckiego (obaj z Kościoła Starokatolickiego Mariawitów) oraz bpa Adama Jurgielewicza (z Kościoła Polskokatolickiego w PRL).
W październiku 1965 bp Pękala zorganizował w swoim mieszkaniu niejawne zebranie duchownych, na którym postanowiono o odsunięciu z urzędu prymasa Kościoła bpa Maksymiliana Rodego. Władze poparły ten wniosek i nakazały natychmiastowe złożenie urzędu. 1 listopada 1965 bp Maksymilian Rode oficjalnie zrzekł się urzędu prymasa Kościoła Polskokatolickiego w PRL. Po gwałtownym odsunięciu od zwierzchnictwa nad Kościołem bpa Rodego przy zaangażowaniu Pierwszego Biskupa Polskiego Narodowego Kościoła Katolickiego w Stanach Zjednoczonych i Kanadzie Leona Grochowskiego, zwierzchnikiem Kościoła został ponownie bp Julian Pękala. Pochowany na cmentarzu Powązki Wojskowe w Warszawie (kwatera D-11-5).